# Orbital Test Satellite
Orbital Test Satellite ou OTS est une série de deux satellites de télécommunications expérimentaux conçus initialement par la première organisation spatiale européenne, l'ESRO, mais qui furent finalement réalisés par l'Agence spatiale européenne qui reprit l'activité à partir de 1975. Les satellites OTS 1 et 2 lancés respectivement en 1977 (échec du lancement) et 1978 font partie des premiers satellites de télécommunications placés en orbite géostationnaire utilisant des transpondeurs fonctionnant en bande Ku. OTS 2 a été exploité jusqu'en 1984 puis a été utilisé pour des expériences technologiques durant 6 années supplémentaires.

## Contexte
Au milieu des années 1960 se produit un décollage des applications spatiales dans le domaine des télécommunications. Pour contrer le contrôle que les États-Unis tentent d'exercer dans le domaine à travers Intelsat, les pays européens lancent deux projets de satellites de télécommunications expérimentaux. Il s'agit d'une part du satellite OTS de  l'ESRO, l'ancêtre de l'Agence spatiale européenne, que doit placer en orbite le nouveau lanceur européen Europa. Des désaccords sur le stratégie spatiale européenne conduisent à la création en parallèle du programme franco-allemand Symphonie résultant de la fusion des projets français Samos et allemand Olympia.

## Caractéristiques techniques
Le satellite OTS est un hexagone de 2,4 mètres sur 2,1 mètres de long d'une masse de 865 kg (445 kg après fonctionnement du moteur d'apogée). L'énergie est fournie par deux panneaux solaires d'une envergure de 9,3 mètres qui fournissent 0,6 kW. La charge utile est constituée par six transpondeurs en bande Ku (14/11 GHz) capables de gérer 7200 lignes téléphoniques simultanément. La construction a été confiée à un consortium européen dirigé par British Aerospace.